# Разумовский, Лев Кириллович
Граф Лев Кирилло́вич Разумо́вский (8 января 1757 года, Санкт-Петербург — 21 ноября (3 декабря) 1818, Москва) — генерал-майор из малороссийского рода Разумовских, владелец усадьбы Петровское-Разумовское и дворца в Москве на Тверской (позднее Английский клуб). Сын фельдмаршала Кирилла Разумовского, брат Алексея Разумовского.

## Биография
Лев Кириллович Разумовский родился 8 января 1757 года в Петербурге в семье гетмана Кирилла Григорьевича Разумовского и Екатерины Ивановны (в девичестве Нарышкиной). Получил с братьями образование в Петербурге, после чего был отправлен за границу. Вернулся в Россию в 1774 году и был зачислен в посольство князя И. В. Репнина. Вместе с ним посетил Константинополь после Кучук-Кайнарджийского мира. Вернувшись в Петербург он поступил на действительную службу в лейб-гвардии Семеновский полк, в который был записан с раннего детства. Он сделался одним из петербургских щеголей и ловеласов и тратил много денег. Отец сам спешил удалить его из столицы. «Он первой руки мот, — писал старик своему сыну Андрею, — и часто мне своими беспутными и неуместными издержками немалую скуку наводит».
В 1782 году граф Лев Кириллович Разумовский получил чин полковника и был переведен генеральс-адъютантом к князю Потемкину. Вместе с ним принимал участие в военных действиях против турок. Л. К. Разумовский командовал егерскими полками под начальством А. В. Суворова и был дежурным при князе Репнине. Он отличился в битве при Исакче, затем 3 сентября 1789 года преследовал турок до Измаила и бомбардировал эту крепость. 2 ноября того же года участвовал во взятии Бендер. В 1789 году Лев Кириллович был произведен в бригадиры, а в следующем году в генерал-майоры. 28 июля 1791 года Л. К. Разумовский принимал участие в победе при Мачине и за свои военные подвиги был награждён орденом Св. Владимира 2-го класса.
При императоре Павле I, Лев Кириллович Разумовский, числясь в Малороссийском гренадерском полку, подал просьбу об увольнении со службы по болезни, после чего отправился за границу. Через несколько лет, он возвратился и поселился в Москве. От отца ему досталось огромное малороссийское имение «Карловка», можайские вотчины, а также Петровско-Разумовское. Он долго жил в Москве, устраивая балы и спектакли.

## Женитьба на Голицыной

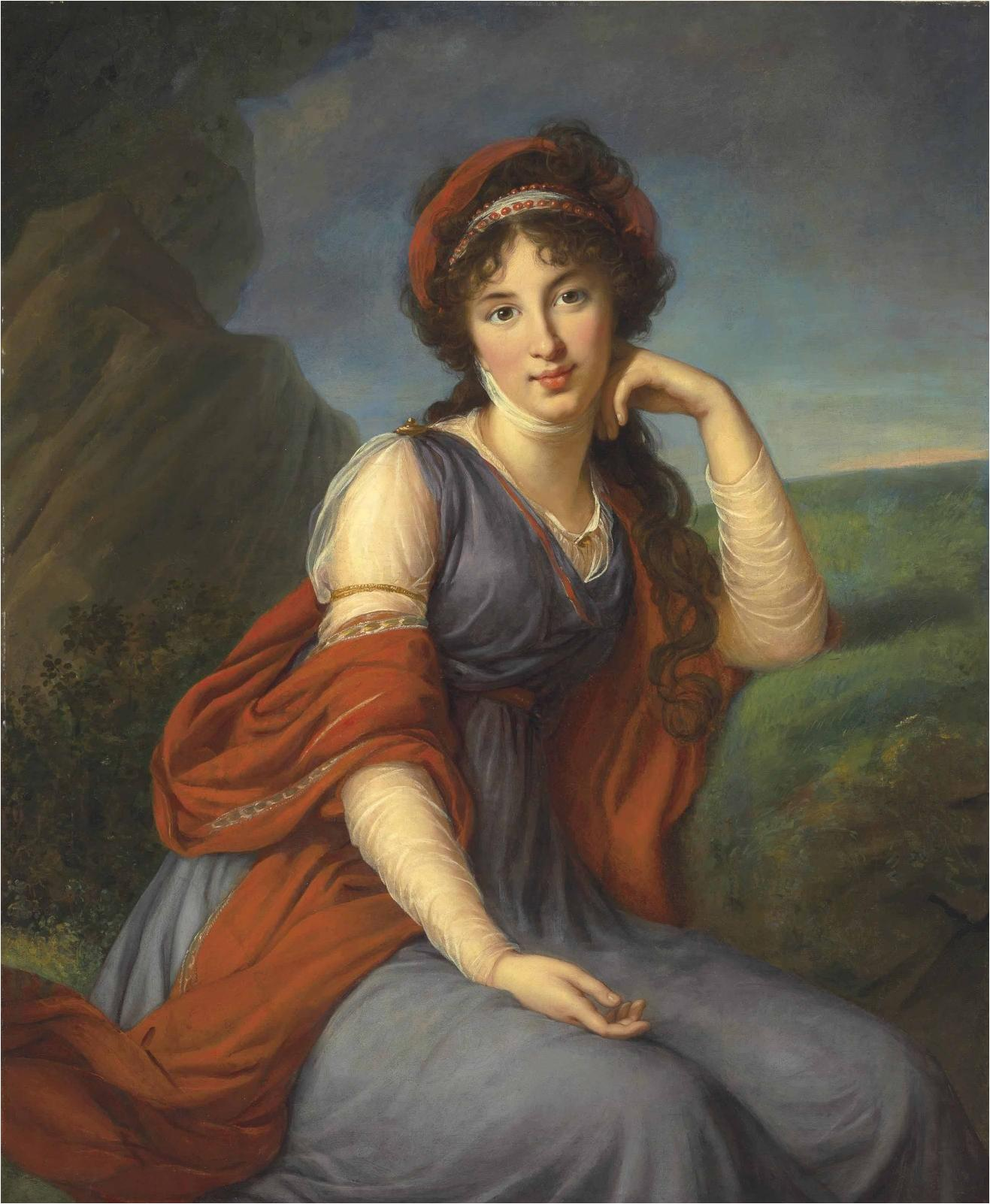
Мария Григорьевна, 1798 год

Лев Кириллович влюбился в Марию Григорьевну Голицыну — жену князя Александра Николаевича Голицына, с которой познакомился на одном из балов. Князь не жалел денег на её платья и вывозил на все балы, стремясь похвалиться перед людьми. Но в семейной жизни для юной женщины установились неприятные отношения. Ходили слухи, что князь Голицын бил свою жену и принуждал её к исполнению супружеского долга.
Лев Кириллович Разумовский хотел вызвать князя Голицына на дуэль, но зная об азартности Александра Николаевича, решил сойтись с ним за карточным столом. Дата этой игры неизвестна — между 1799 и 1802 годом. Игра длилась всю ночь. Выигрывая вновь и вновь, граф Л. К. Разумовский довел князя А. Н. Голицына до исступления. И тогда Лев Кириллович предложил ему поставить на кон жену в обмен на всё, что он в ту ночь выиграл у Голицына. Александр Николаевич сначала отказывался, но Разумовский вынудил его принять своё предложение и князь А. Н. Голицын вновь проиграл.
Лев Кириллович действительно забрал с собой только Марию Григорьевну, оставив весь остальной свой выигрыш Голицыну. Он увёз красавицу к себе и с того момента жил с ней, как с женой. Несмотря на счастье освобождения, Мария Григорьевна была глубоко оскорблена тем, что её, урождённую княжну Вяземскую, поставили на карту как какую-нибудь крепостную девку. Об этой скандальной истории говорили во всех домах Москвы и Санкт-Петербурга. Однако именно благодаря широкой огласке церковь посчитала недопустимым такое поругание священных уз брака со стороны мужа и без колебаний дала согласие на расторжение брака с А. Н. Голицыным.
Мария Григорьевна и Лев Кириллович обвенчались, но она оказалась в положении отверженной обществом. При всей симпатии ко Льву Кирилловичу Разумовскому и его любовной истории в большом свете принимать его жену не могли. Спас положение император Александр I. Мария Григорьевна не могла появляться на больших великосветских балах, Разумовские посещали только маленькие семейные праздники с танцами. На один из таких праздников в доме Кочубеев неожиданно прибыл государь и, демонстративно пройдя через весь зал, пригласил Марию Григорьевну на танец. И поскольку сам император признал графиню Разумовскую достойной своего общества, у его подданных никакого другого выбора не оставалось, кроме как последовать высочайшему примеру и отныне принимать её как равную. Предполагали, что это зять Льва Кирилловича, фельдмаршал граф Иван Васильевич Гудович, который был в ту пору московским генерал-губернатором, просил государя о милости к Разумовским.
Считается, что эта история легла в основу поэмы Лермонтова «Тамбовская казначейша» (1837—1838).
Супруги Разумовские прожили шестнадцать лет. Общих детей у них не было, но они взяли в семью воспитанника Ипполита Ивановича Подчасского, который впоследствии стал сенатором и действительным тайным советником, а также двух воспитанниц. Есть предположения, что это были незаконные дети Льва Кирилловича. Так Ипполит Иванович был сыном от связи с Прасковьей Михайловной Соболевской (в замужестве Ландер).

## Последние годы
Война 1812 года заставила Разумовских покинуть Петровское и уехать в Тамбов. По возвращении они увидели картину полнейшей разрухи. Их дом на Тверской улице был так же разорен, а в центральной гостиной французские солдаты забивали скот, чем безнадежно испортили наборный паркет и шпалеры. Но граф Лев Кириллович стойко перенес это бедствие и восстановил разрушенное. Позднее в Петровском он принимал короля Прусского, его наследного принца и принца Мекленбургского. Граф Лев Кириллович умер 21 ноября 1818 года. Он похоронен близ Большого собора Донского монастыря. Его супруга Мария Григорьевна долго скорбела по мужу, и даже была вынуждена уехать для лечения за границу. Она пережила супруга на 47 лет и скончалась 9 августа 1865 года, в возрасте 93 лет. Похоронена в Донском монастыре (рядом с мужем; над их могилой один надгробный памятник с утраченными надписями).

## Здания
В наше время сохранился дом графа Л. К. Разумовского на Тверской улице в Москве. Ныне там располагается Государственный центральный музей современной истории России. В имении Петровско-Разумовское в 1865 году было основана Петровская земледельческая и лесная академия (ныне РГАУ-МСХА имени К. А. Тимирязева). От усадебного ансамбля Болычево сохранилось хозяйственное здание, остатки парка с копаным прудом и кирпичная оштукатуренная с белокаменными деталями церковь с двумя приделами, построенная в 1812 году в стиле классицизма. Церковь закрыта в 1930-х годах. Здание сильно пострадало и остается бесхозным. Главный дом, построенный в 1790-х годах, утрачен в 1990-х годах.
В Петербурге сохранился дом графини Разумовской по адресу Большая Морская улица, дом 29. Он перестраивался, надстраивался, в 1970-х годах был разобран по причине плохого состояния, а затем восстановлен.